# Fréjus

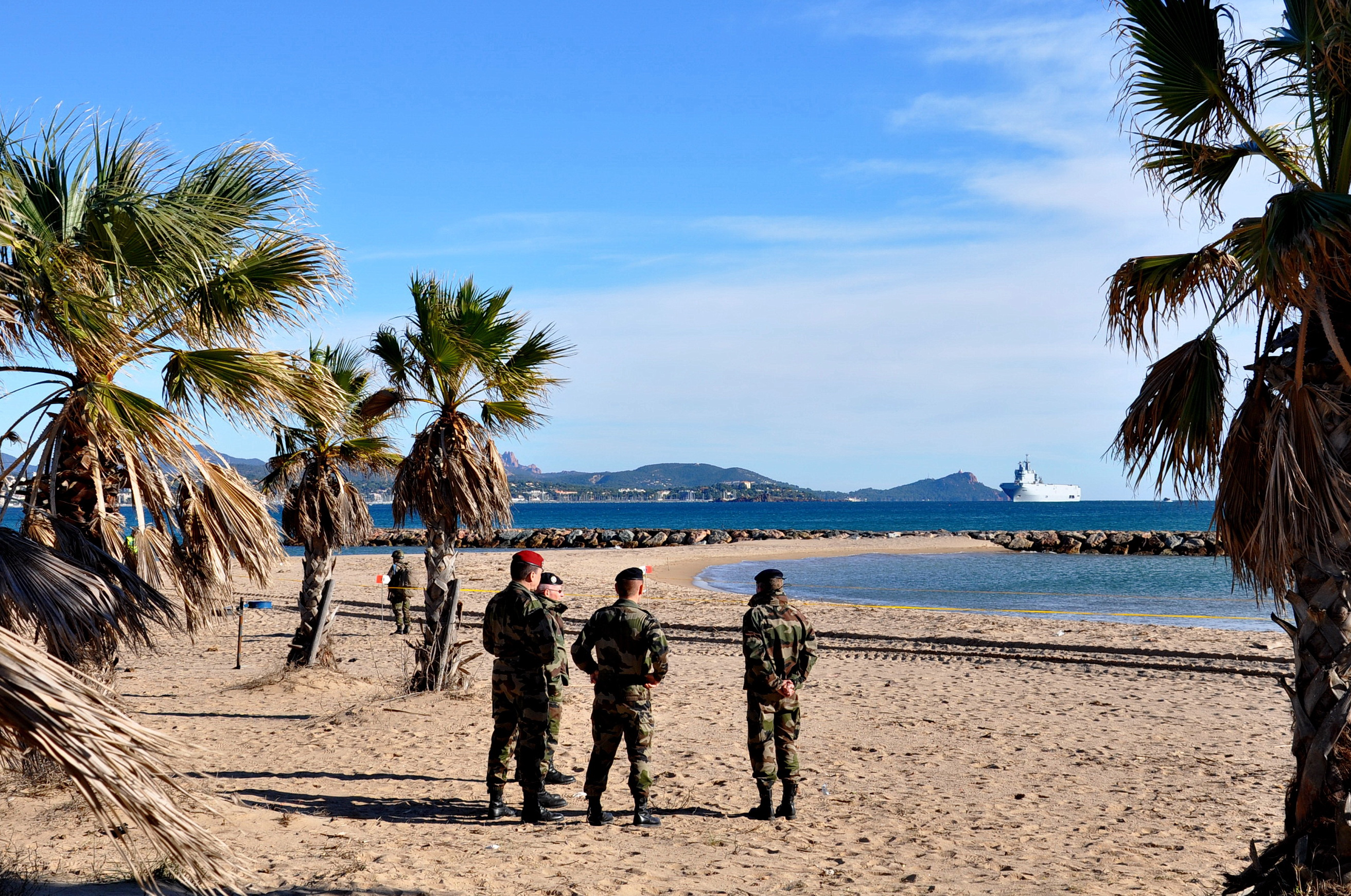
Vojenská pláž

Fréjus [frežys], v antice Forum Julii, je historické pobřežní město v jihovýchodní Francii v departementu Var, na francouzské Riviéře, asi 25 km jihozápadně od Cannes, při ústí řek Argens a Reyran do Středozemního moře. V roce 2012 zde žilo přes 52 000 obyvatel. Je srostlé se sousedním městem Saint-Raphaël a společně tvoří významné turistické a rekreační středisko. Ve městě je řada starověkých památek, středověká katedrála se sídlem biskupství Fréjus-Toulon a několik muzeí.

## Historie
Fókajští kolonisté z Massilie zde založili město a přístav, které Julius Caesar rozšířil a pojmenoval po sobě (Forum Julii, z čehož postupným zkomolením vznikl dnešní název). Velký rozkvět nastal za jeho nástupce Augusta, kdy patrně vznikly dodnes zachované velkolepé stavby (akvadukt, amfiteátr). Ve 4. století vzniklo fréjuské biskupství, ale přístav se zanášel usazeninami řek, takže město ztratilo na významu a roku 945 je zničili saracéni. Brzy nato je obnovili biskupové, kteří postavili současnou katedrálu, až roku 1475 je opět zničili piráti. Císař Karel V. město dobyl a dočasně přejmenoval na Charleville.
Fréjuský rodák Emmanuel Joseph Sieyès byl zvolen do parlamentu a sehrál významnou roli ve francouzské revoluci. V letech 1799 a 1814 navštívil město Napoleon Bonaparte, roku 1863 bylo připojeno na železnici a roku 1913 odsud přeletěl Roland Garros do africké Bizerty. Za druhé světové války zde Němci zřídili internační tábor, kam vystěhovali obyvatele marseillské přístavní čtvrti Vieux-Port. Roku 1959 se po prudkých deštích protrhla přehrada Malpasset na Reyranu a následkem povodňové vlny ve městě zahynulo 423 lidí.

## Doprava
Fréjus leží při dálnici A8 z Aix-en-Provence přes Cannes a Nice na italské hranice a na železniční trati Marseille – Ventimiglia v Itálii, kde jezdí i vlaky TGV. Nejbližší letiště jsou Cannes–Mandelieu (22 km) a Nice-Côte d'Azur (46 km). Lodní doprava spojuje Fréjus – Saint Raphael s Nice a Saint-Tropez.

## Pamětihodnosti
- Aréna z 1. století pro 10 tisíc diváků o rozměrech 114×82 m, kde se opět hraje divadlo.
- Rozsáhlé zbytky akvaduktu z Mons do Fréjus, mosty a tunely (1. stol.)
- Osmiboké baptisterium z 5. století s osmi starověkými sloupy vedle katedrály
- Katedrála Saint-Léonce, dvojlodní románská stavba s pozůstatky starší merovejské stavby a se zvonicí 13. století, ke katedrále přiléhá křížová chodba ze 12. století s dvojitými sloupky a dřevěným malovaným stropem.
- Gotický biskupský palác, opevněná stavba s věží ze 14. století
- Archeologické muzeum
- Muzeum válečného námořnictva
- Mešita z roku 1922

## Rodáci
- (možná) Gaius Cornelius Gallus (69–26 př. Kr.), římský politik a básník
- Julius Agricola (40–93), římský generál, dobyvatel Británie
- Emmanuel Joseph Sieyès (1748–1836), politik, spisovatel, teoretik Francouzské revoluce
- Anna Mouglalis (* 1978), herečka a modelka
- Kévin Constant (* 1987), fotbalista
- Layvin Kurzawa (* 1992), fotbalista

## Galerie

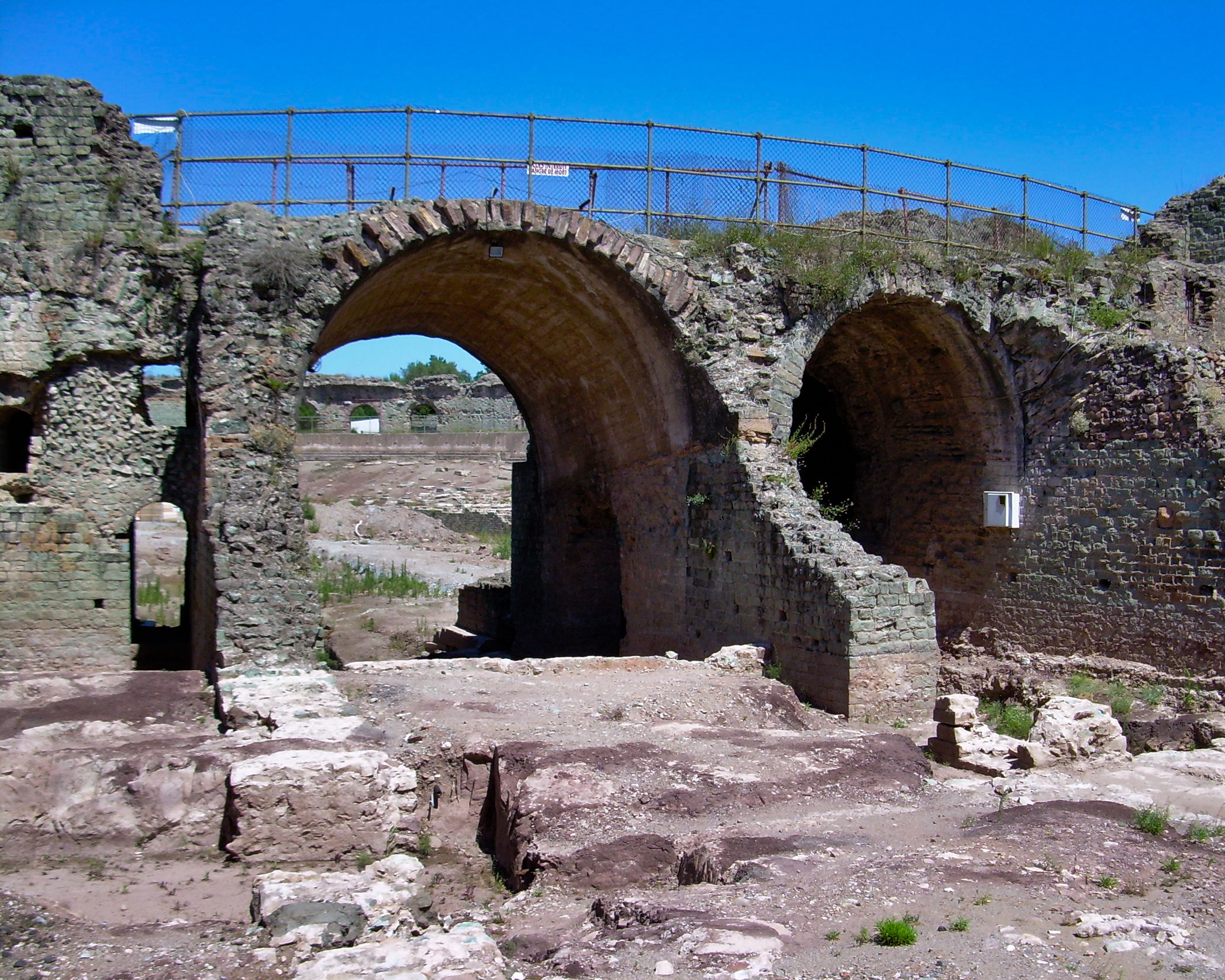
Zříceniny amfiteátru
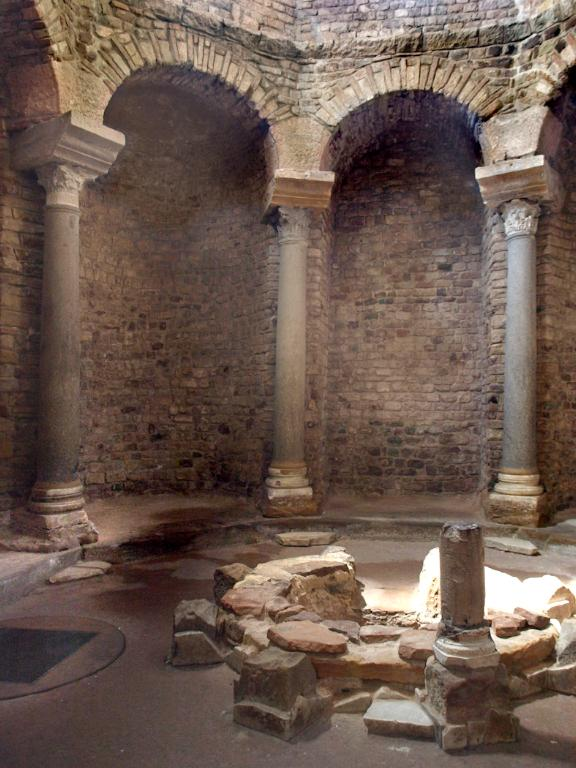
Baptisterium, interiér
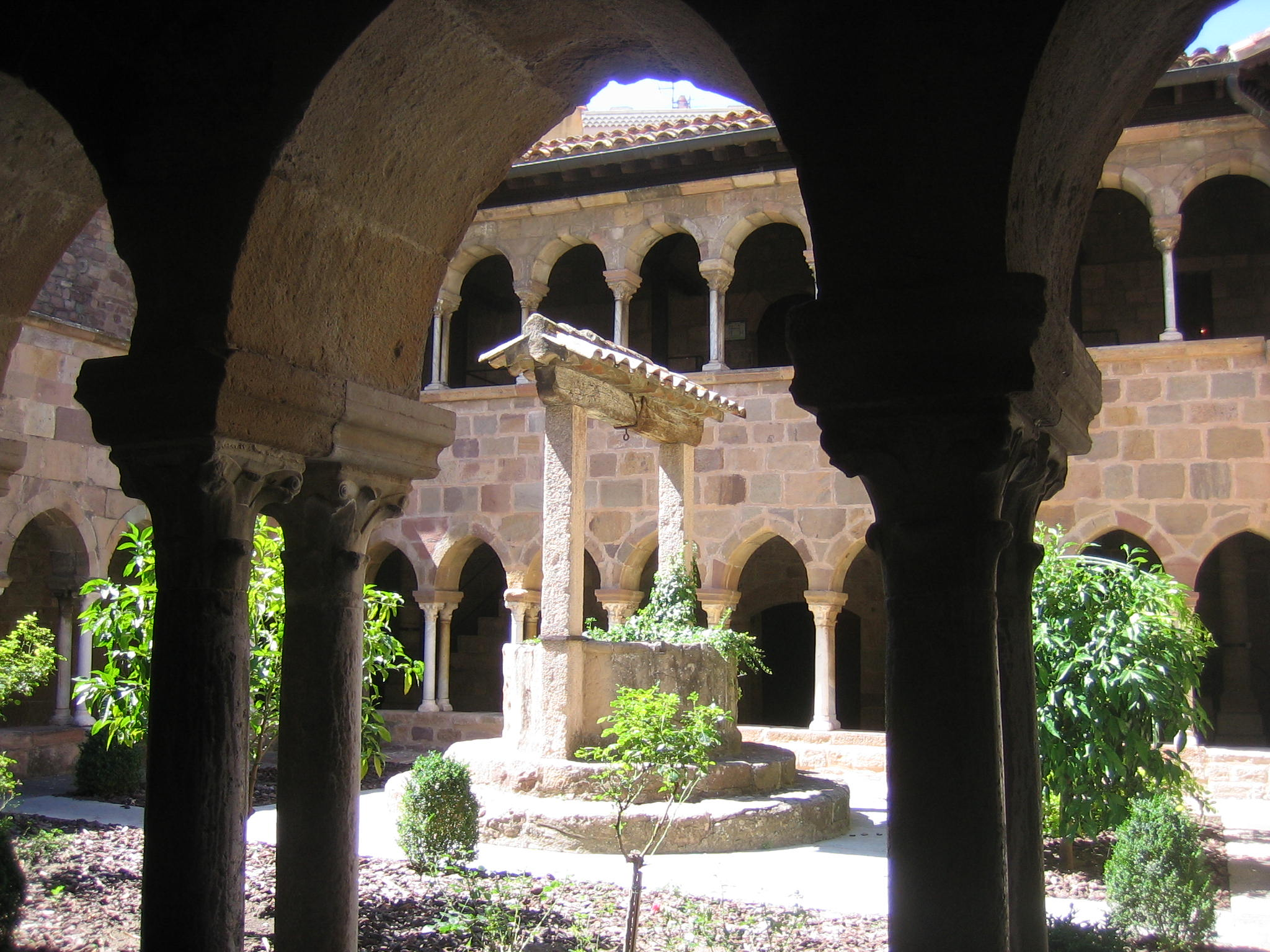
Kvadratuta s ambitem
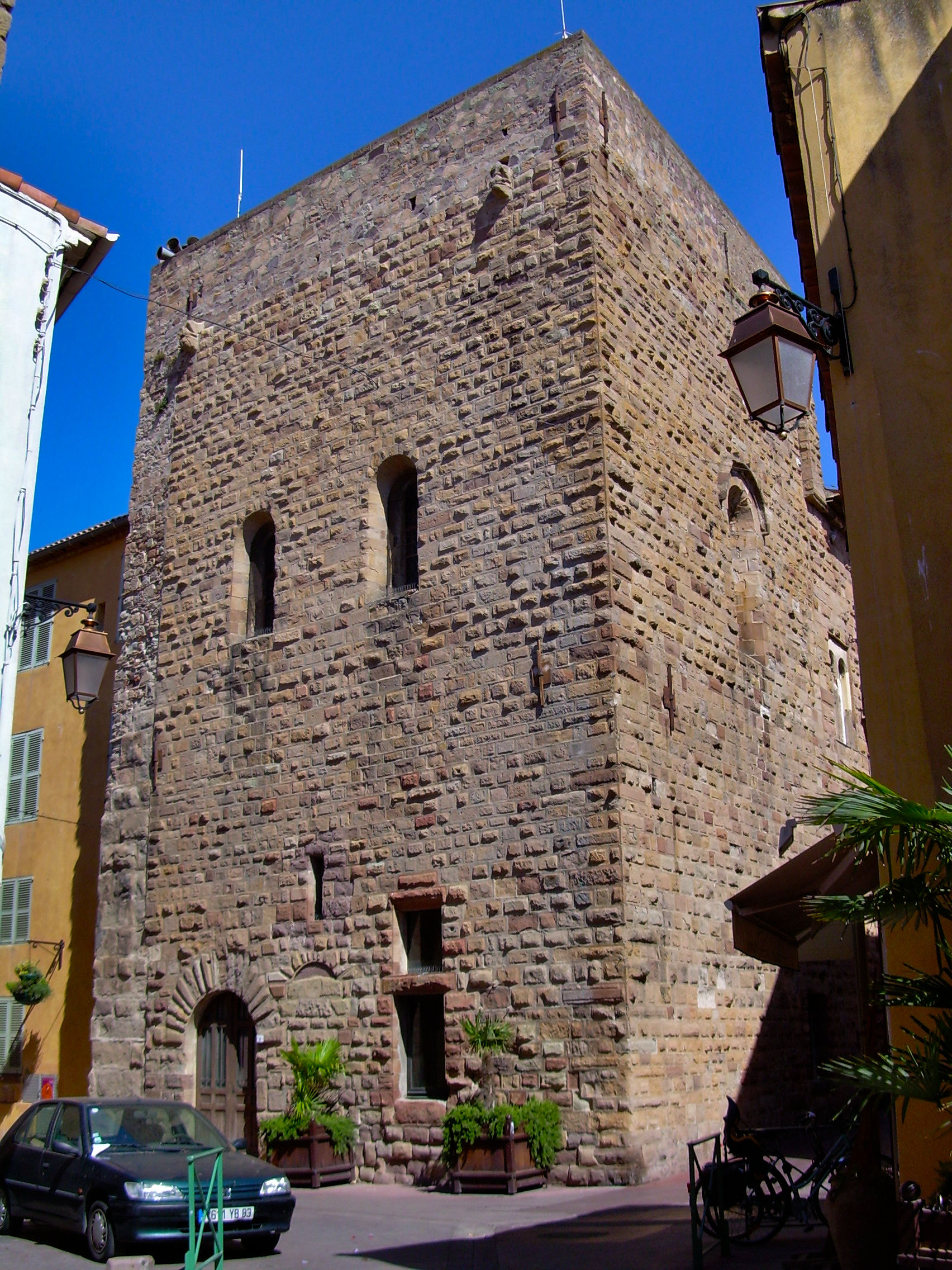
Věž biskupského paláce
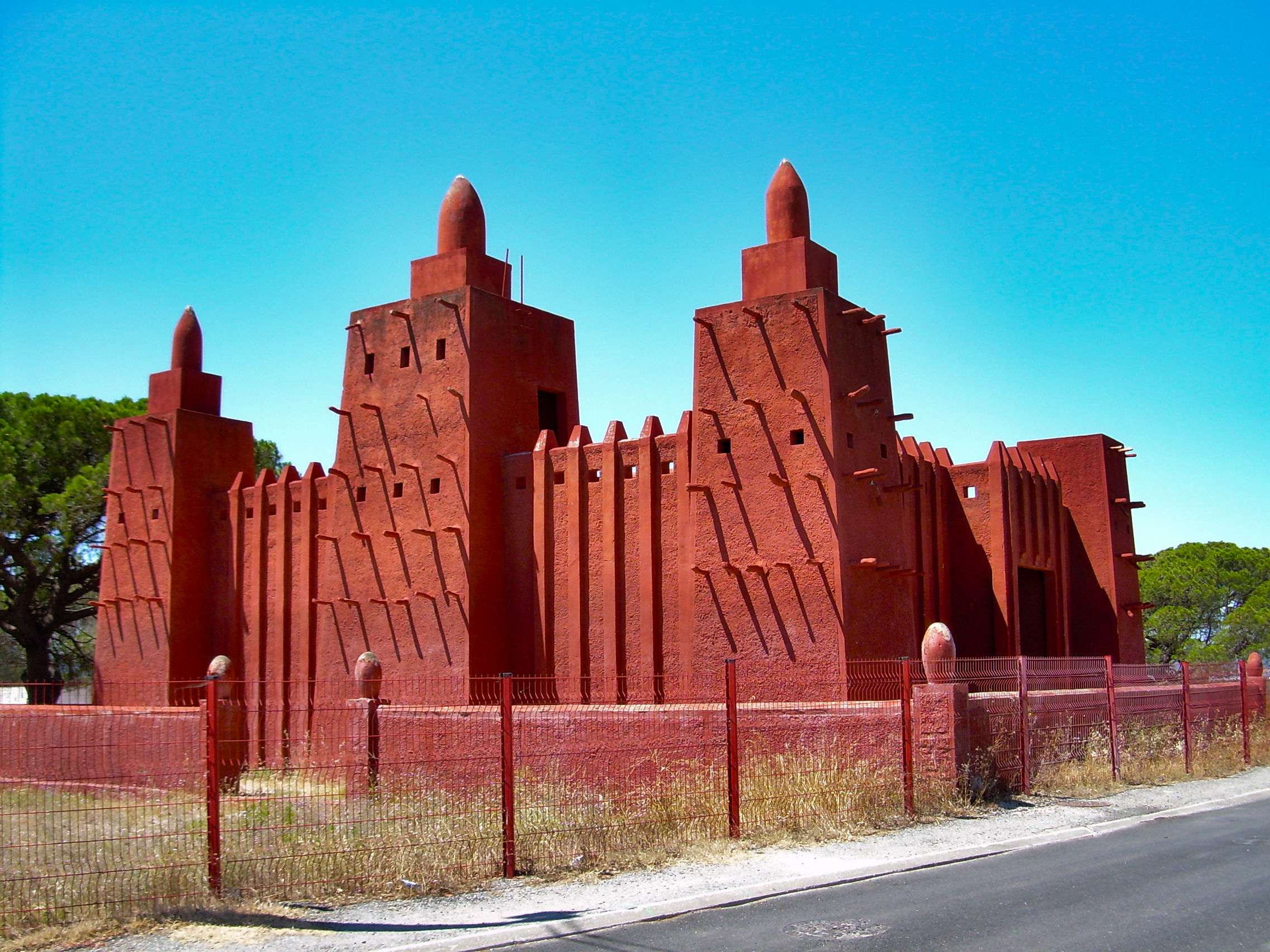
Mešita z roku 1922
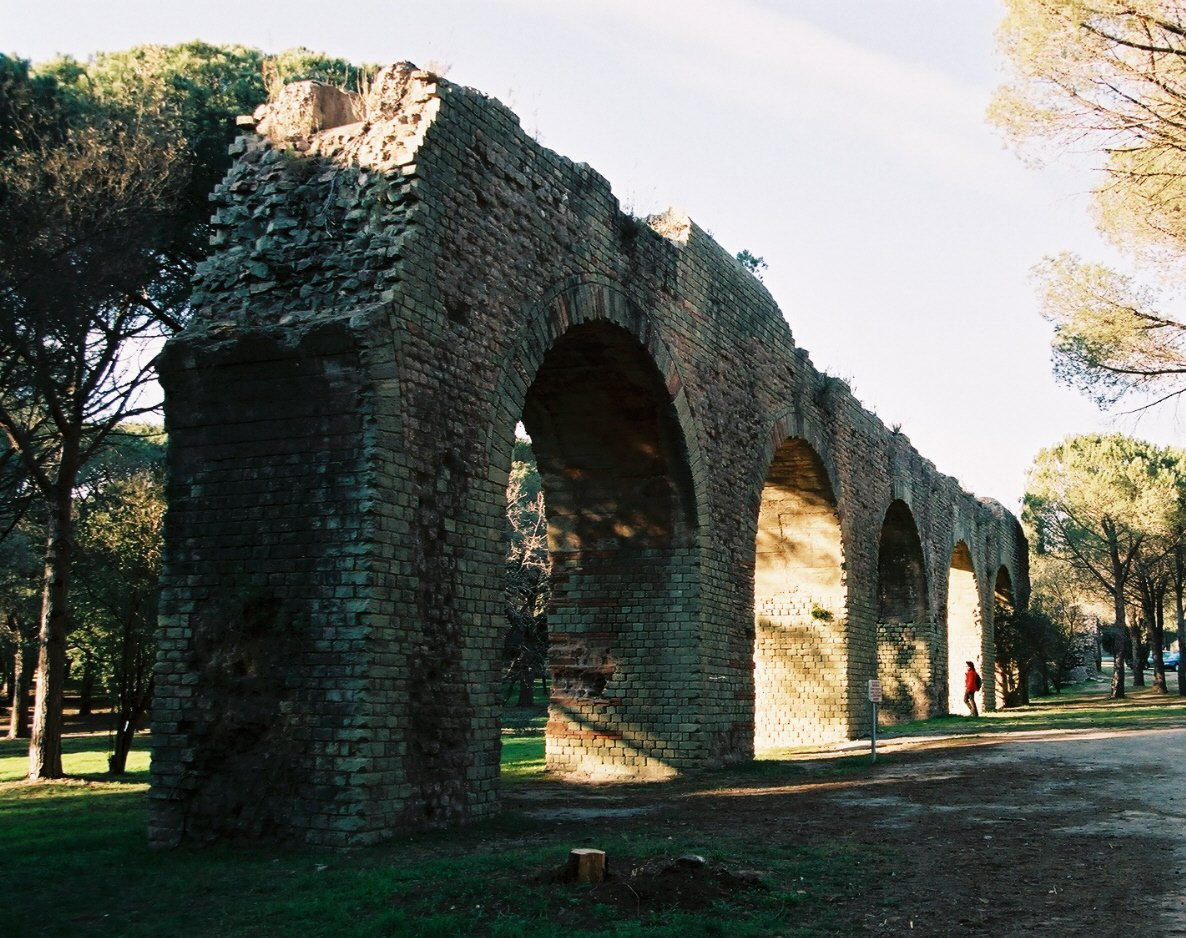
Část akvaduktu z 1. století

## Partnerská města
- Fredericksburg, USA
- Triberg, Německo
- Dumbéa, Francie
- Paola, Itálie
- Tabarka, Tunis